# Đền Bảo Hà

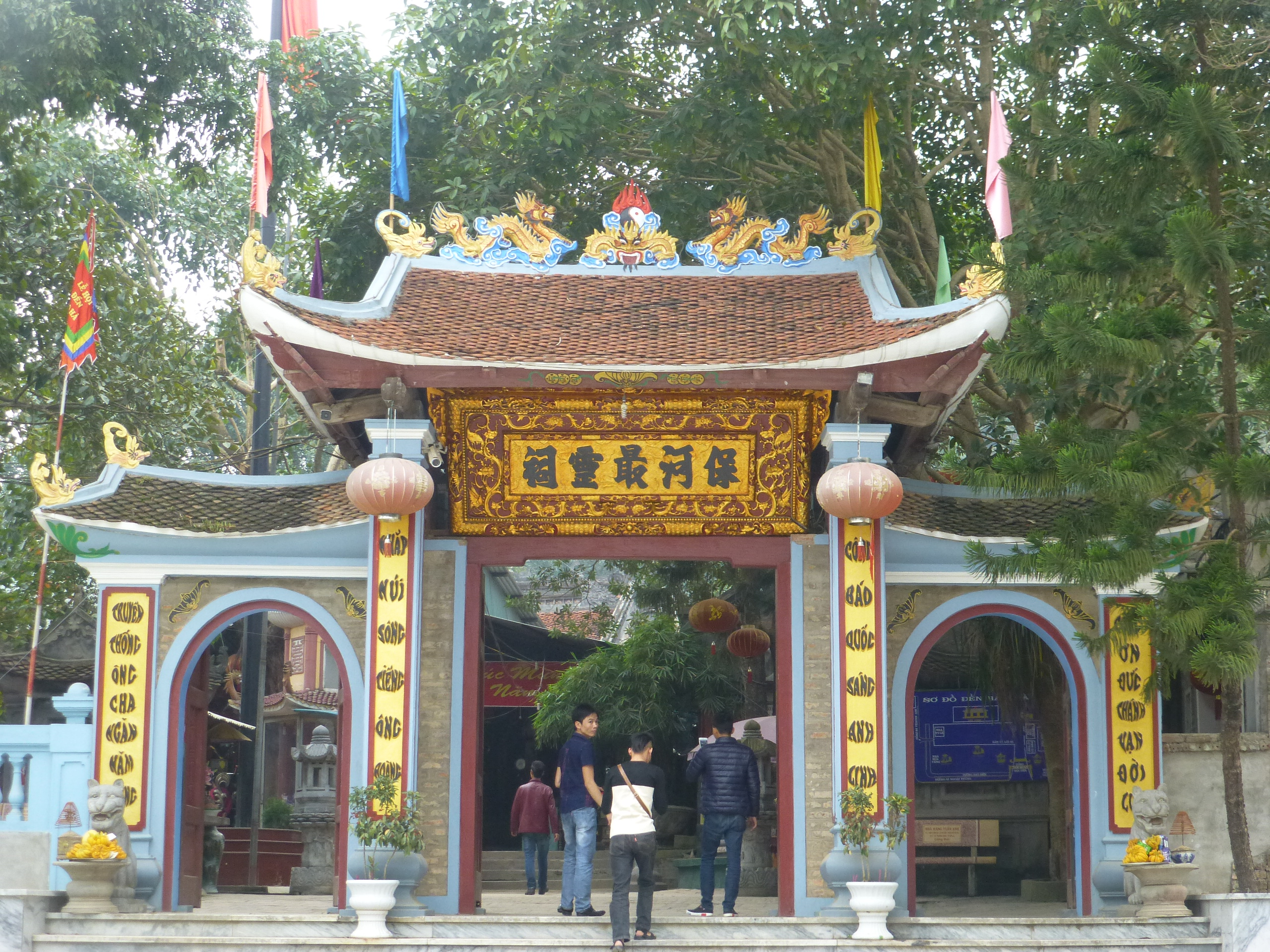
Cổng tam quan đền

Đền Bảo Hà, còn được gọi là Đền Ông Hoàng Bảy, là một ngôi đền nằm bên sông Hồng tại tỉnh Lào Cai, Việt Nam. Đền được công nhận là di tích cấp quốc gia tại Quyết định số 3457-QĐ/VH ngày 5 tháng 11 năm 1997 của Bộ Văn hóa – Thông tin (nay là Bộ Văn hóa, Thể thao và Du lịch).

## Vị trí
Đền Bảo Hà tọa lạc dưới chân đồi Cấm, bên tả ngạn sông Hồng thuộc địa phận xã Bảo Hà, tỉnh Lào Cai, đối diện bờ bên kia sông là đền Cô Tân An, cách phường Lào Cai 60 km về phía đông nam, cách ga Bảo Hà 800m và thành phố Hà Nội 220 km về phía tây bắc. Khu di tích hiện có diện tích vùng lõi là 8,36 ha.

## Lịch sử

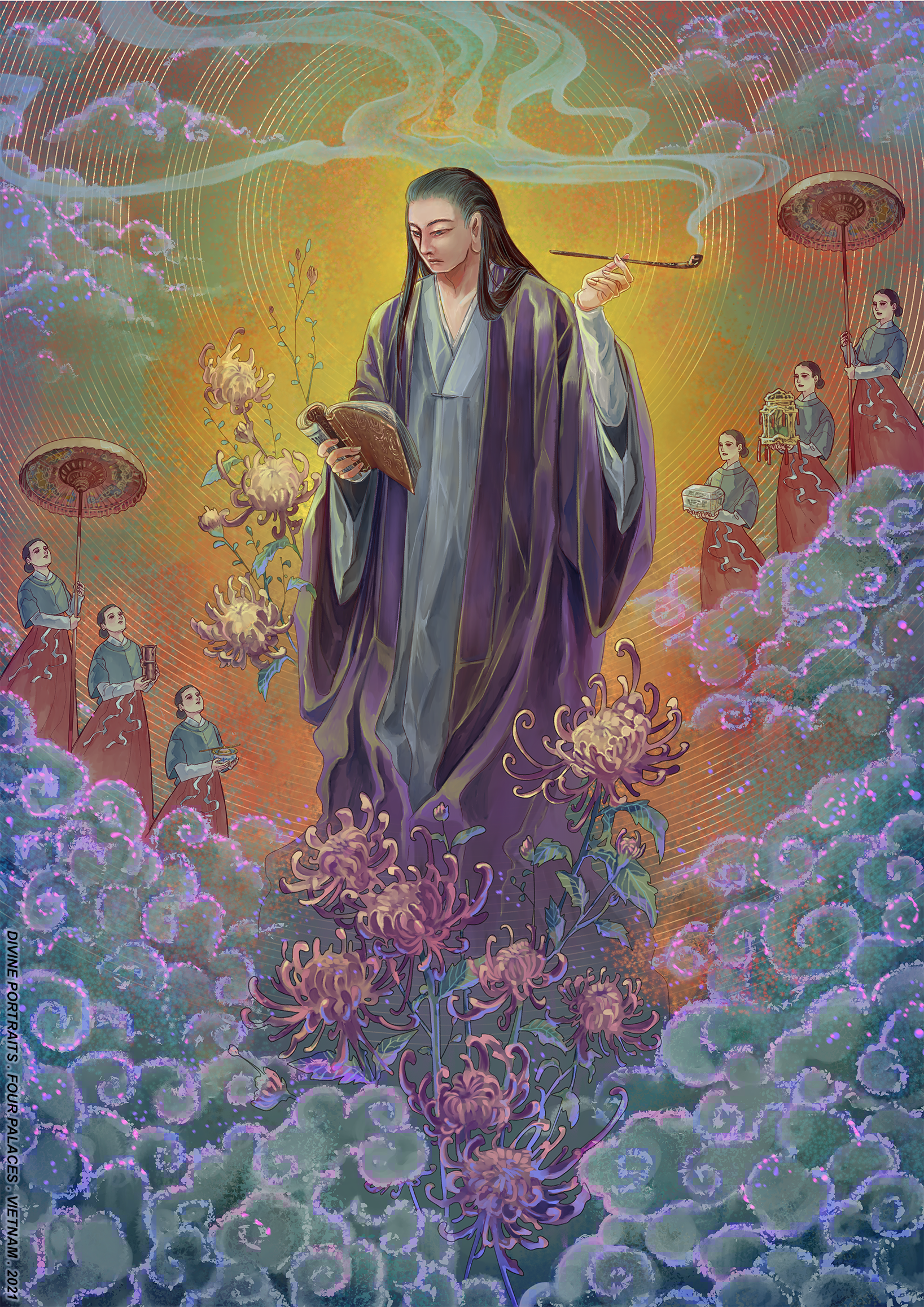
Tranh vẽ Ông Hoàng Bảy Bảo Hà trong trang phục thời Hậu lê. Hoạ sĩ: Phan Kim Thanh. Tranh thuộc dự án Thánh Nhan của trang Four Palaces - Tứ Phủ

Đền được xây dựng vào cuối thời nhà Lê (niên hiệu Cảnh Hưng), thờ danh tướng họ Nguyễn mà theo truyền thuyết là người có công chống giặc ở vùng biên ải Lào Cai, bảo vệ lãnh thổ Đại Việt. Trong lịch sử, vùng Bảo Hà có vị trí quan trọng về phòng thủ biên giới, là cửa trạm của phòng tuyến sông Hồng phía Tây Bắc. Từ thời Trần, tại Lào Cai đã đặt hai cửa trấn ải là Bảo Thắng và Bảo Hà, trong đó Bảo Hà là hậu cứ của Bảo Thắng quan. Tại đây có đài hỏa hiệu, trạm liên lạc thông tin cho các châu huyện vùng phía dưới.
Giữa niên hiệu Cảnh Hưng (1740–1786), Bảo Hà là trung tâm của châu Văn Bàn. Bấy giờ, các châu Thủy Vĩ, Văn Bàn và nhiều nơi khác thuộc phủ Quy Hóa (gồm Yên Bái và Lào Cai ngày nay) thường bị giặc phương Bắc tràn sang quấy nhiễu. Xã Khẩu Bàn, châu Văn Bàn đã phải xây dựng các thành luỹ chống giặc. Trước tình hình đó, triều đình nhà Lê cử viên tướng họ Nguyễn lên trấn thủ Quy Hóa, dẹp loạn vùng biên ải. Ông đưa đội quân tiến dọc sông Thao đánh đuổi giặc cỏ, giải phóng Khẩu Bàn và xây dựng Bảo Hà thành căn cứ lớn. Tại đây ông tổ chức các thủ ty, tù trưởng luyện tập binh sỹ... sau đó thống lĩnh quân thủy và quân bộ tiến đánh giặc ở Lào Cai, giải phóng các châu thuộc phủ Quy Hóa.
Sau này quân giặc phương Bắc do tướng Tả Tủ Vàng Pẹt lại đưa quân sang lãnh thổ Đại Việt, danh tướng họ Nguyễn lại đưa quân tham chiến. Song do trận chiến không cân sức, ông đã hy sinh. Xác ông bị đối phương vứt xuống sông Hồng, trôi đến Bảo Hà. Nhân dân trong vùng do ông Lư Văn Cù đứng ra tổ chức vớt xác ông lên an táng và lập miếu thờ. Về sau các vua nhà Nguyễn Minh Mạng, Thiệu Trị ban sắc phong tặng cho ông danh hiệu "Trấn an hiển liệt" và đền thờ ông cũng được cấp sắc phong là "Thần Vệ quốc". Nhân dân thì tôn thờ ông là ông Hoàng Bảy, một trong mười Ông Hoàng thờ trong đạo Mẫu. Ông hiện thân trong các lễ hội xuống đồng vào ngày Thìn tháng Giêng.

## Kiến trúc

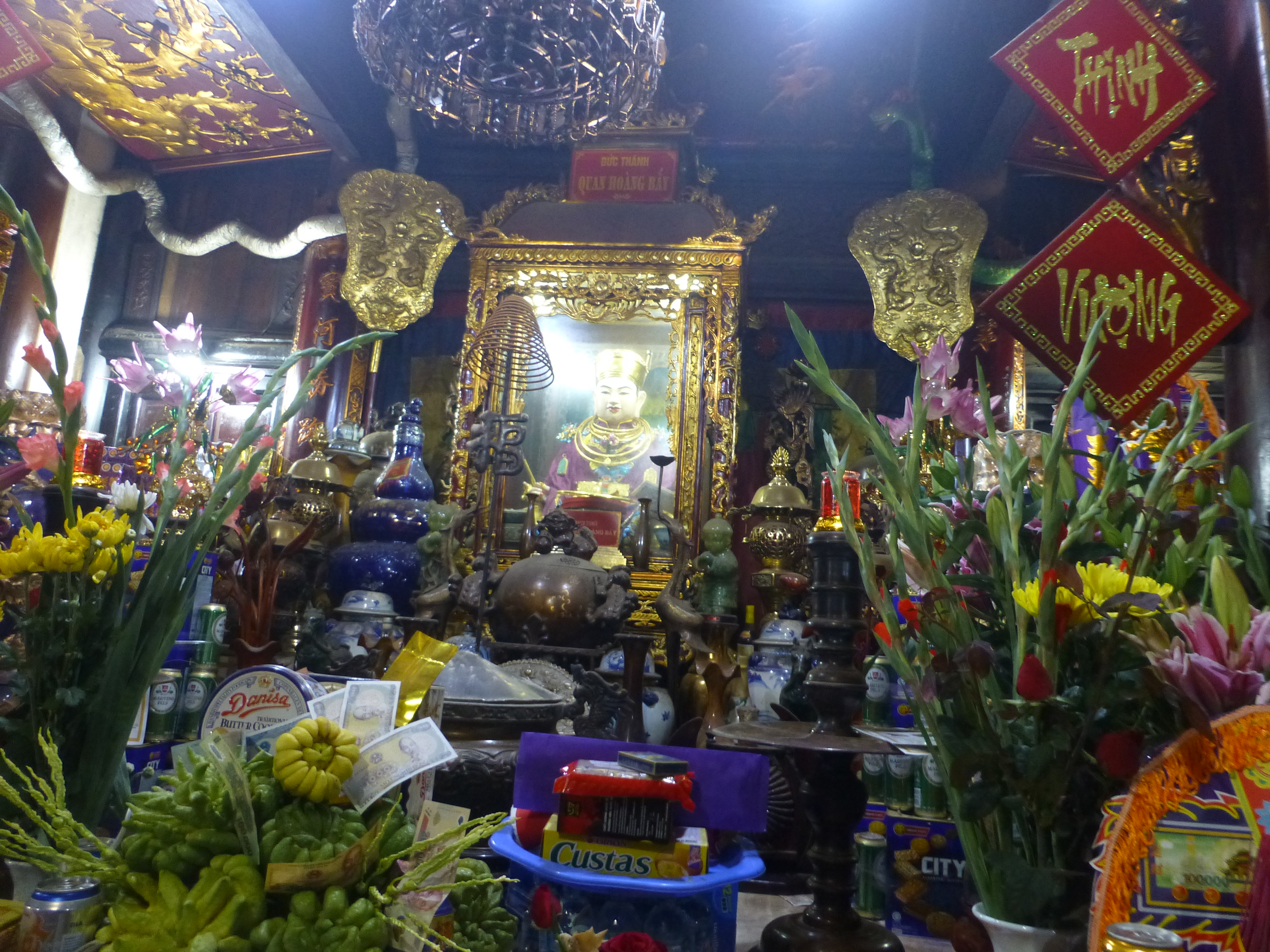
Gian thờ quan Hoàng Bảy

Đền được xây dựng gồm: cổng tam quan, sân đền, nhà khách, phủ chúa Sơn Trang, Tòa đại bái, Cung cấm, Cung nhị, Cung công đồng. Kiến trúc nguyên thủy của đền được giữ lại gần như toàn bộ cho đến ngày nay. Trong các cung thờ chính của đền có các pho tượng: Đức Thánh Trần, Đức Vua Cha, Quan Tuần Trang, ông Hoàng Bảy, ông Hoàng Đông quan Bơ phủ, Mẫu Nhị, Mẫu Thượng Ngà, Mẫu Thủy Tiên, Thiên Phúc Thiên Nhãn.

## Lễ hội
Đền Bảo Hà có nhiều ngày lễ hội, trong đó những ngày lễ chính là: Lễ thượng nguyên (Rằm tháng Giêng), lễ tiệc quan Tuần Tranh (25 tháng 5 Âm lịch), ngày giỗ ông Hoàng Bảy (17 tháng 7 Âm lịch), lễ Tết muộn (Tết tất niên). Đây là một trong những ngôi đền linh thiêng ở vùng thượng nguồn sông Hồng được du khách thập phương, đặc biệt là giới kinh doanh đến chiêm bái, đi lễ dịp đầu năm. Nét nổi bật không chỉ trong lễ hội mà còn các ngày thường là các giá hầu đồng, hát chầu văn.

## Hiện tượng xin lộc cờ bạc, cúng thuốc phiện tại đền
Tại đền Bảo Hà, ngoài những người đến cầu bình an, may mắn còn có một số người cờ bạc, ôm lô đề, cho vay nặng lãi đến cầu lộc lô đề, bài bạc, trò chơi may rủi... Ngoài những lễ vật phổ biến dâng ở các đền, một số người còn mang cả bài tú lơ khơ, bài tổ tôm, bài chắn, quân vị xóc đĩa, bát, đĩa... Nơi đây cũng được mệnh danh là "đền số má". Hiện tượng này được cho là bắt nguồn từ câu chuyện truyền miệng rằng vào khoảng năm 2000, một người tên Phương (hoặc Phụng) ở thành phố Lào Cai sau khi đi lễ tại đền về thì đêm nằm mơ thấy một vị tướng mách cho số đề, sau đó ông ta làm theo và trúng lớn.
Bên cạnh đó, đền cũng từng có thời gian là điểm nóng về tệ nạn xã hội, đặc biệt là tệ nạn ma túy, người ta mang cả thuốc phiện và bàn đèn để dâng lễ do tin rằng cúng ông Hoàng Bảy phải cúng thuốc phiện thì ông mới thiêng, mới phù hộ. Thậm chí còn có thông tin rằng ông Hoàng Bảy thực chất là một trùm buôn thuốc phiện, do bị lật thuyền chết đuối nên xác ông được đem về Bảo Hà lập miếu thờ. Trước thực trạng đó, ban quản lý đền phải treo tấm biển ở cổng với nội dung "Cấm mang thuốc phiện vào đền" và kiểm soát đồ lễ, tuy nhiên một số người vẫn lén lút tẩm thuốc phiện vào thuốc lá hoặc hàng mã khi dâng lễ.